# Toulec (botanika)

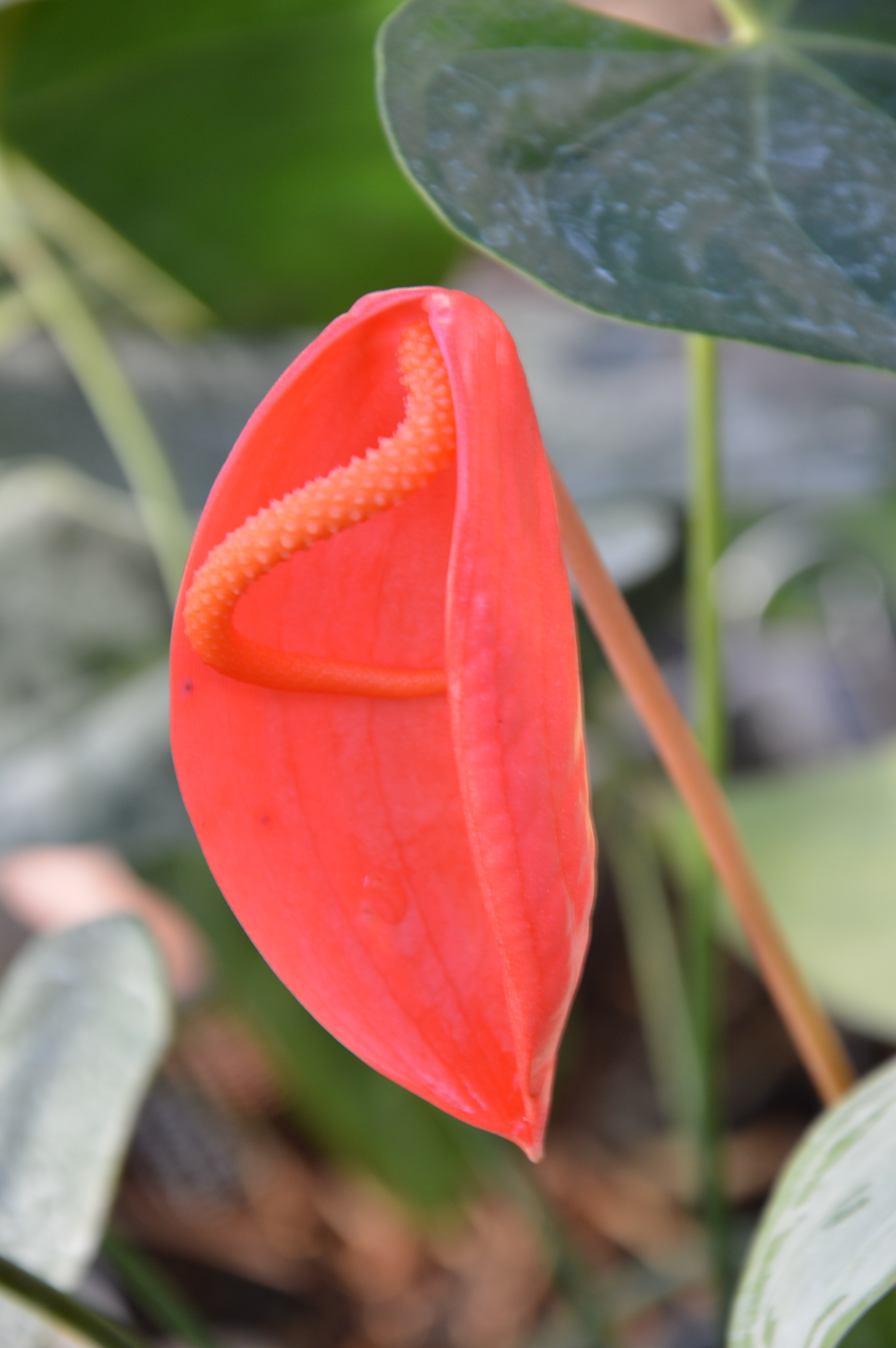
Toulec lákající hmyz

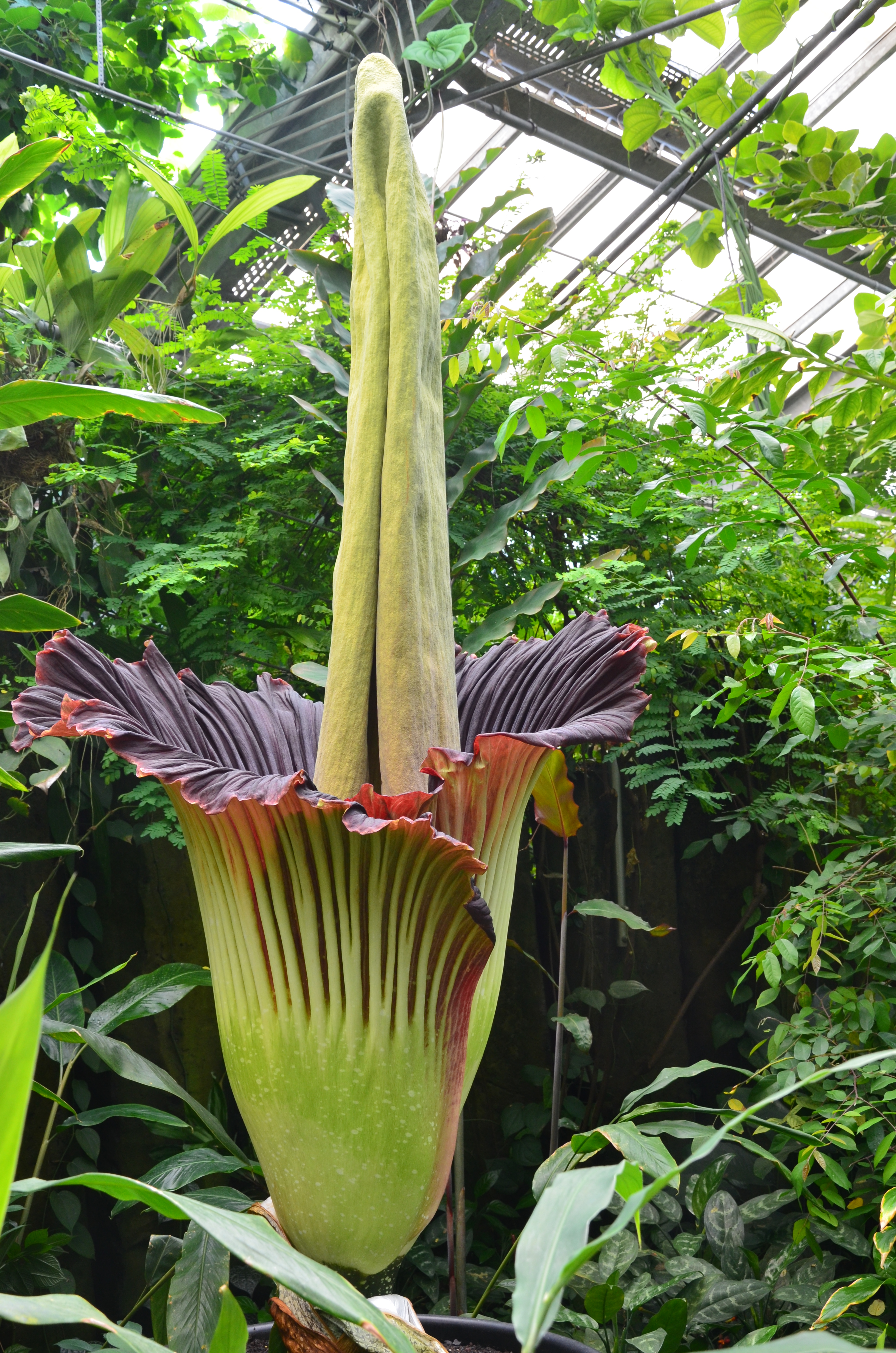
Toulec chránící květenství

Toulec (spatha) je zvláštní, zveličená forma listenu podpírající nebo obalující květenství. Může být jednoduchý nebo uzavřený a bývá tvořen jedním nebo několika listeny.

## Otevřený toulec
Otevřený bývá obvykle výrazně zbarvený, mívá tvar více či méně plochého listu nebo kornoutu vyrůstajícího pod květenstvím. Jeho úkolem je opticky lákat hmyz k opylení jednotlivých květů v květenství. Pokud květy nakvétají postupně, je funkce toulce potřebná po celou dobu kvetení. Příkladem je rod toulitka.

## Uzavřený toulec
Uzavřený toulec omotává a chrání květenství palici s nakvétajícími květy, ve vhodný okamžik vpustí opylující hmyz dovnitř a opět se uzavře. Hmyz je u zralých květů toulcem po určitou dobu zadržován a tím je znásobena šance na opylení, pak toulec hmyz vypustí a obvykle usychá. Příkladem je rod zmijovec.

## Vícečetný toulec

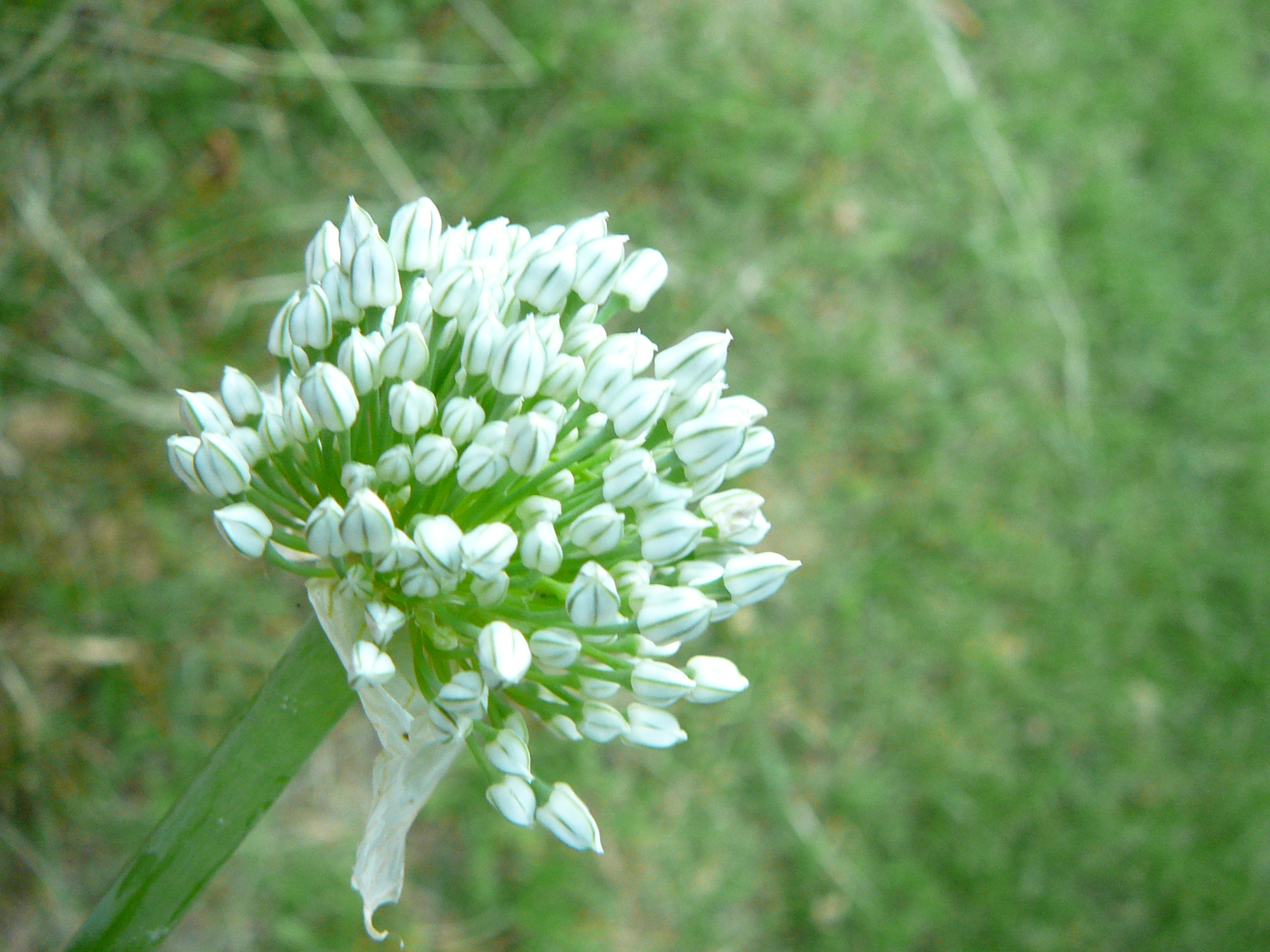
Svěšený usychající toulec

Je tvořen dvěma, třemi nebo více nevýraznými listeny objímající a chránící ještě nerozvité květenství. Obvykle se vyskytuje ve vrcholičnatém květenství, například ve šroubeli. Při rozkvětu stopkatých květů se listeny toulce roztáhnou, svěsí se a zanikají, aby nebránily v opylování květenství. Příkladem je rod česnek.